# Казальнуово-Монтеротаро
Казальнуово-Монтеротаро (итал. Casalnuovo Monterotaro) — коммуна в Италии, располагается в регионе Апулия, в провинции Фоджа.
Население составляет 1904 человека (2008 г.), плотность населения составляет 40 чел./км². Занимает площадь 48 км². Почтовый индекс — 71033. Телефонный код — 0881.
В коммуне 15 и 16 августа особо празднуется Успение Пресвятой Богородицы (Santa Maria della Rocca).

## Демография
Динамика населения:

## Администрация коммуны
- Официальный сайт: http://www.comune.casalnuovomonterotaro.fg.it/